# Marlow Bridge
Marlow Bridge je visutý silniční a pěší most přes řeku Temži v Anglii mezi městem Marlow a vesnicí Bisham v hrabství Berkshire. Je památkově chráněný na stupni I.

## Historie
Na místě nynějšího mostu byl první dřevěný most vystavěn v době krále Edwarda III., ačkoli první přechod přes řeku u vesnice Bisham vystavěné pro templáře pochází pravděpodobně až z roku 1309. V roce 1642 byl tento most částečně zničen parlamentaristy v anglické občanské válce. V roce 1789 byl postaven nový dřevěný most. Současný visutý most navrhl William Tierney Clark a byl postaven v letech 1829 až 1832, čímž nahradil dřevěný most nacházející se dále po proudu, který se v roce 1828 zřítil. William Clark navrhl také Széchenyiho řetězový most přes Dunaj v Budapešti – jedná se o větší verzi Marlowova mostu.

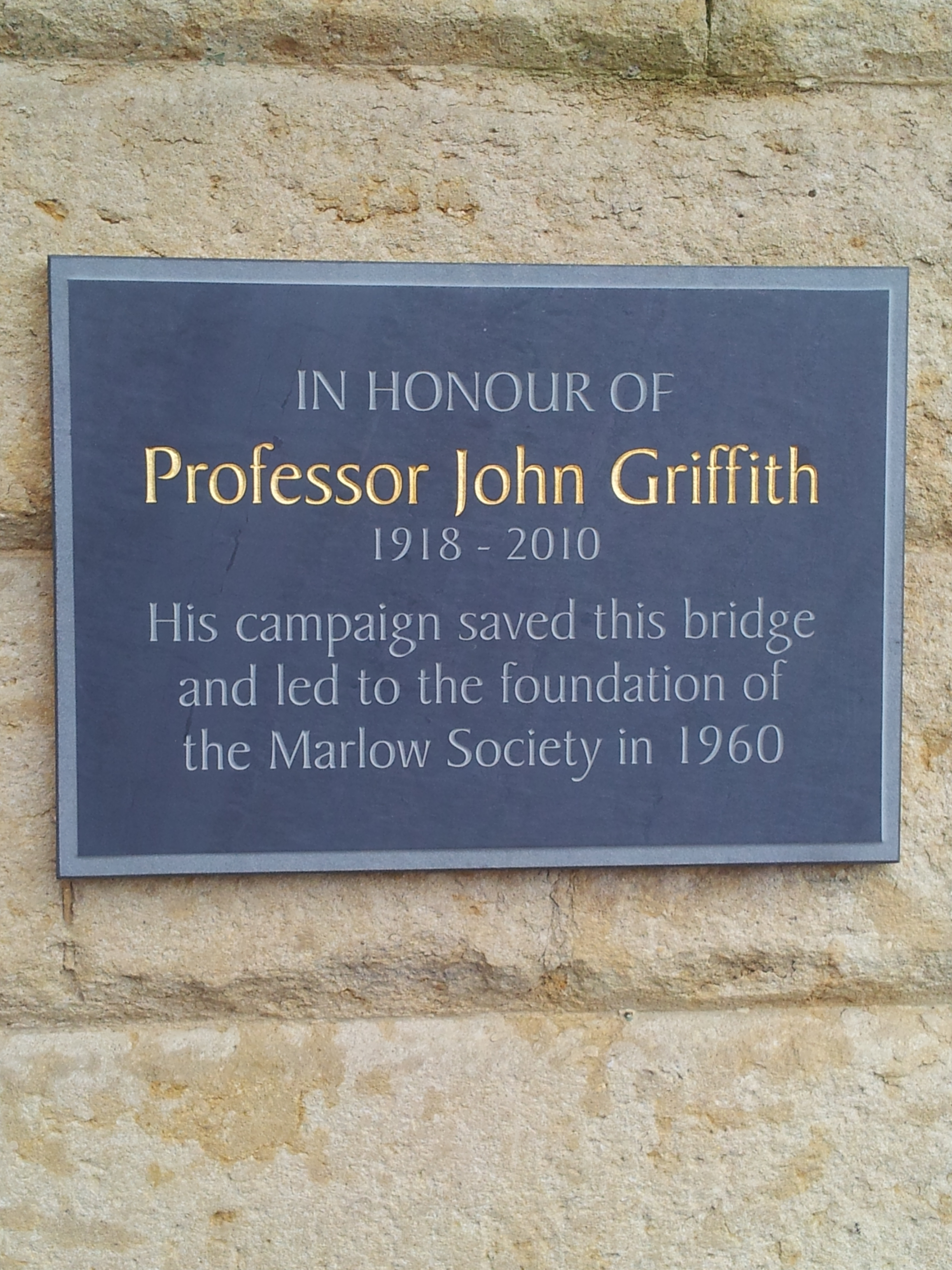
Pamětní deska Johna Griffitha na mostě. John Griffith se zasloužil o jeho záchranu v polovině dvacátého století.

V roce 1965 byl most obnoven. Nosnost je omezena na 3 tuny a používá se pouze pro pěší a místní silniční dopravu. Ostatní provoz je veden po mostě na obchvatu Marlow. Dne 24. září 2016 se 37tunový litevský nákladní vůz pokusil přes most přejet a kvůli tomu bylo nutno most na dva měsíce uzavřít, aby mohla být provedena zatěžovací zkouška. Nebylo zjištěno žádné významné poškození mostu a ten tak byl dne 25. listopadu znovuotevřen.